# こぐま座ゼータ星
こぐま座ζ星（こぐまざゼータせい、ζ Ursae Minoris、ζ UMi）は、こぐま座の恒星である。見かけの等級は4.29で、太陽系からはおよそ369光年離れた位置にある。変光星である可能性が指摘されているが、確定した変光星にはなっていない。

## 特徴
こぐま座ζ星は、スペクトル型がA3 Vnと分類されるA型主系列星である。半径は太陽の6倍もあり、光度は太陽の200倍程度とみられる。主系列星にしては明るすぎるので、主系列段階を終えて巨星へと進化を始める間際にあるとみられる。
こぐま座ζ星は、19世紀にトーマス・エスピンによって明るさが4.2等から4.7等の間で変化する変光星と報告された。その後も変光星であることを疑う報告があり、変光星であるとすればたて座δ型ではないかと考えられているが、変光星であることは確認されておらず、変光星総合カタログにおいても新しい変光星候補止まりとなっている。

## 名称
こぐま座ζ星に、アラビア語の「2頭の子牛のうち暗い方」を意味する“أخفى الفرقدين”に由来するアリファー・アル・ファルカダイン (Alifāʽ al Farḳadain) という固有名を充てている星表もあるが、“al-farqadān”という呼び名は本来、こぐま座β星とこぐま座γ星からなるアステリズムに付けられていたものである。
中国では、こぐま座ζ星は、勾陳という星官を、こぐま座α星、こぐま座δ星、こぐま座ε星、HD 5848（こぐま座2番星）、HD 217382と共に形成する。こぐま座ζ星自身は、勾陳四、つまり勾陳の4番星と呼ばれる。